# Karjala (kanonbåt, 1968)
Karjala (04) var det andra fartyget av Turunmaa-klassen och användes som kanonbåt i den finska marinen. Fartyget Karjala togs i tjänst år 1968 och hon byggdes vid Wärtsiläs varv i Helsingfors, Finland. 
Karjala ligger sedan 2002 vid museet Forum Marinum i Åbo.

## Skepp av samma klass
- Turunmaa (03)
- Karjala (04)